# Eugen Schmidt
Eugen Stahl Schmidt (Copenhaguen, 17 de febrer de 1862 – Aalborg, 7 d'octubre de 1931) va ser un atleta, tirador i tirador de corda danès que va competir a cavall del segle xix i el segle xx.
El 1896 va prendre part en els Jocs Olímpics d'Atenes en les proves de rifle militar, 200 metres, en què finalitzà en 12a posició, i en els 100 metres llisos, en què quedà eliminat en les rondes preliminars.
Quatre anys més tard tornà a participar en uns Jocs Olímpics, en aquesta ocasió a París, en la prova del joc d'estirar la corda, en què guanyà la medalla d'or formant part de l'equip mixt, sueco-danès.